# Altmühl
Az Altmühl folyó Németország területén, a Duna bal oldali mellékfolyója. 
A folyó Ansbach városánál ered, Közép-Frankföldön. A nagy európai vízválasztó peremén helyezkedik el, hiszen a vize a Fekete-tengerbe folyik, míg a tőle északabbra folydogálóké az Északi-tengerbe. Jelentőségét annak köszönheti, hogy mintegy 35 km hosszan, Dietfurttól a torkolatig a medrében alakították ki a Duna-Majna csatornát. Kelheimnél torkollik a Dunába. Hossza 220 km.
Jelentősebb városok az Altmühl mentén: Treuchtlingen, Eichstätt, Dietfurt és Kelheim.